# District de Buner
Le district de Buner (en ourdou : ضلع بونیر), parfois aussi appelé vallée de Buner, est une subdivision administrative de la province Khyber Pakhtunkhwa au Pakistan. Constitué autour de sa capitale Daggar, le district est entouré par le district de Swat et le Shangla au nord, le district de Mansehra et de Haripur à l'est, le district de Swabi et de Mardan au sud et enfin le district de Malakand à l'ouest.
Créé en 1991, le district est peuplé de plus d'un million de personnes en 2023 et la population d'ethnie pachtoune parle majoritairement le pachto. C'est une région montagneuse située entre les zones stratégiques des régions tribales et du Cachemire, et la population est quasi-exclusivement rurale et assez pauvre, vivant surtout de l'agriculture. 

## Histoire

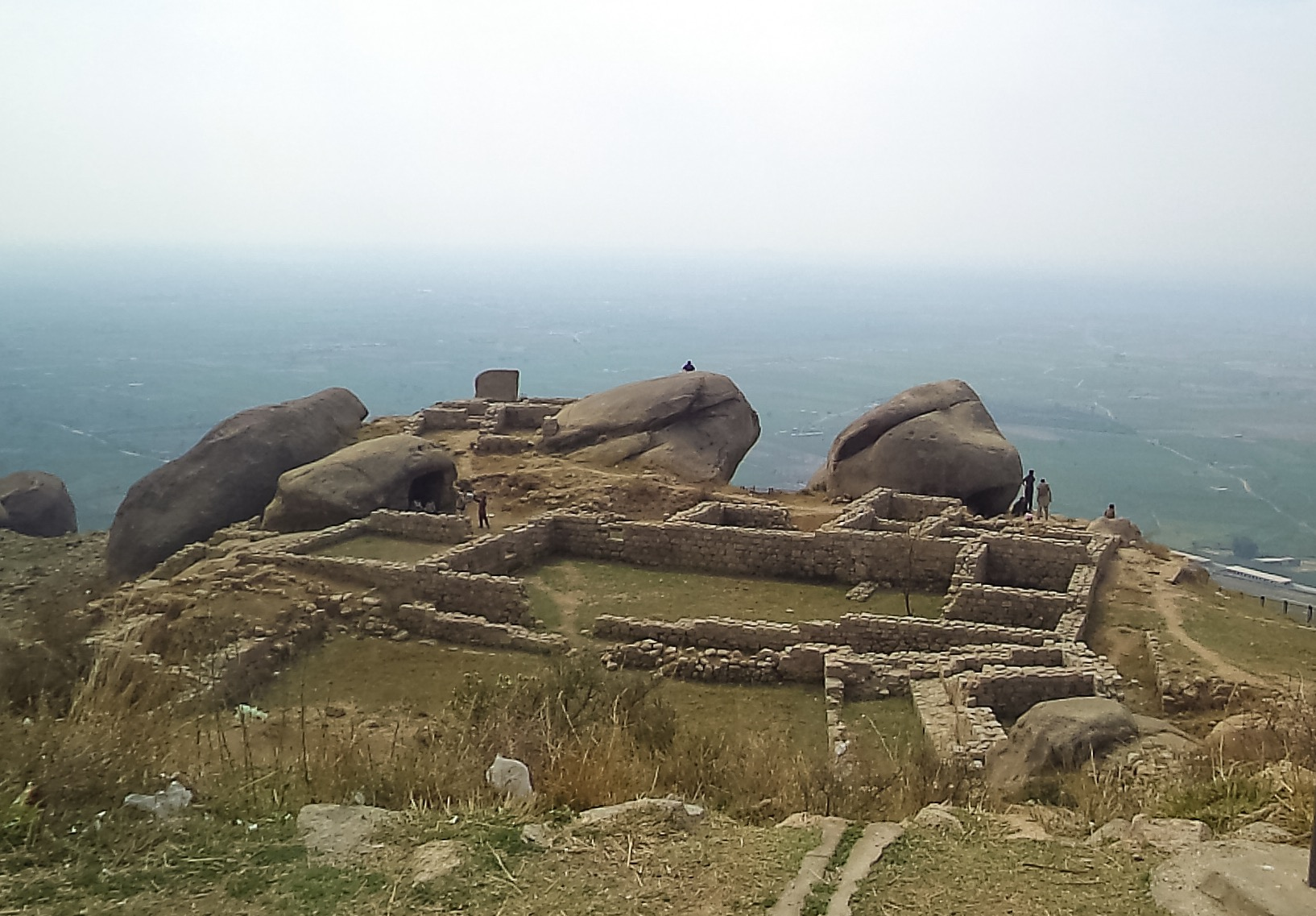
Les ruines de Ranigat sont situées sur un point culminant.

La région de Buner a été sous la domination de diverses puissances au cours de l'histoire, notamment le Sultanat de Delhi puis l'Empire moghol. Elle a ensuite été prise par l'Empire sikh en 1818, puis en 1848, elle est conquise par le Raj britannique. On trouve plusieurs sites historiques remarquables dans le district de Buner, comme les frises de Buner et Ranigat, des ruines bouddhistes du IIe siècle héritées de la civilisation Gandhara.
En 1947, Buner est intégré au Pakistan à la suite de la partition des Indes, bien que la zone ait longtemps soutenu le mouvement Khudai Khidmatgar qui s'était opposé au mouvement pour le Pakistan. Le district de Buner est créé en 1991 à partir du tehsil du même nom qui était auparavant situé dans le district de Swat.

## Géographie
Le district de Buner est une région montagneuse située aux pieds de l'Himalaya et du Cachemire. Il est principalement constitué de reliefs et de vallées, parfois irriguées de rivières. Son climat est à la confluence entre climat de moussons et climat montagnard.

## Démographie
Lors du recensement de 1998, la population du district a été évaluée à 506 048 personnes, quasi-exclusivement rurale. Le taux d'alphabétisation était de 23 % environ, soit bien moins que la moyenne nationale de 44 % et que la moyenne provinciale de 35 %. Il se situait à 38 % pour les hommes et 8 % pour les femmes, soit un différentiel de 30 points, tout de même inférieur à la moyenne provinciale de 32 points mais bien supérieur à la moyenne nationale de 23 points.
Le recensement suivant mené en 2017 pointe une population de 897 319 habitants, soit une croissance annuelle de 3,0 %, supérieure aux moyennes provinciale et nationale de 2,9 % et 2,4 % respectivement.
D'après le recensement de 2023, la population atteint 1 016 869 habitants. L'alphabétisation progresse à 41 %, bien moins que la moyenne provinciale de 51 %, dont 56 % pour les hommes et 26 % pour les femmes.
La population du district est très majoritairement d'ethnie pachtoune et la langue pachto est parlée par 96 % des habitants en 2023. On trouve également des minorités parlant hindko, soit 2 % de la population. 
La population du district est très largement musulmane à plus de 99 % de la population en 2023. Les minorités religieuses sont faiblement représentées : presque 2 000 chrétiens et 1 000 sikhs, un quart des sikhs restant dans la province.
Le peuple Chiliss entretenait la tradition selon laquelle il était originaire du territoire du district et l'avait fui après une bataille pour conserver sa foi minoritaire face à l'expansion brutale de l'Islam.

## Administration

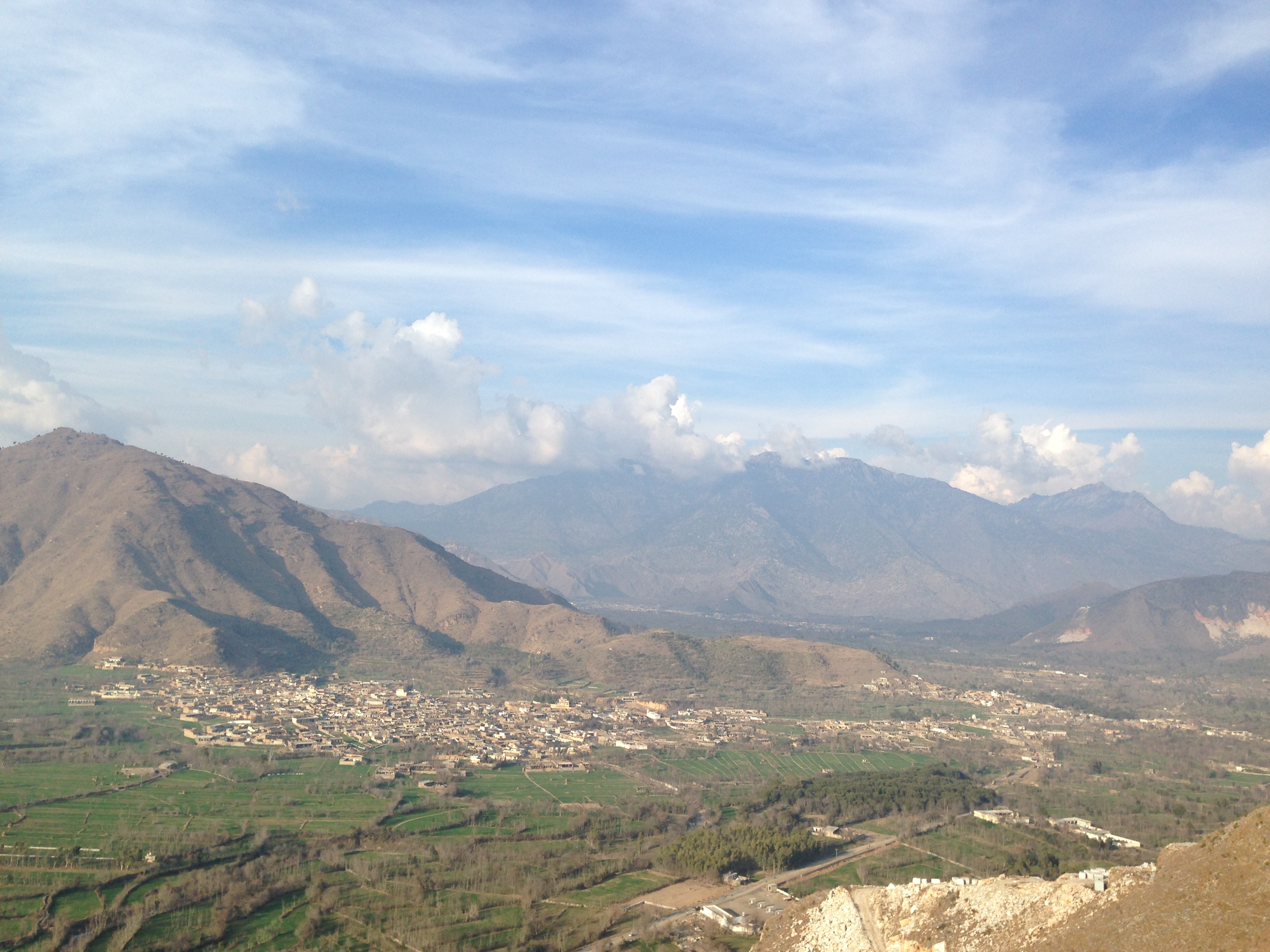
Village de Salarzai.

Le district est divisé en six tehsils ainsi que 27 Union Councils. Aucune localité n'est considérée comme urbaine dans le district, qui est exclusivement rural. Le quartier-général du district Daggar est zone considérée comme rurale. 
| Tehsil     | Population (rec. 2023) |
| ---------- | ---------------------- |
| Chagharza  | 125 949                |
| Daggar     | 192 776                |
| Gadezai    | 197 466                |
| Gagra      | 179 087                |
| Khado Khel | 136 560                |
| Mandanr    | 185 031                |

## Insurrection islamiste

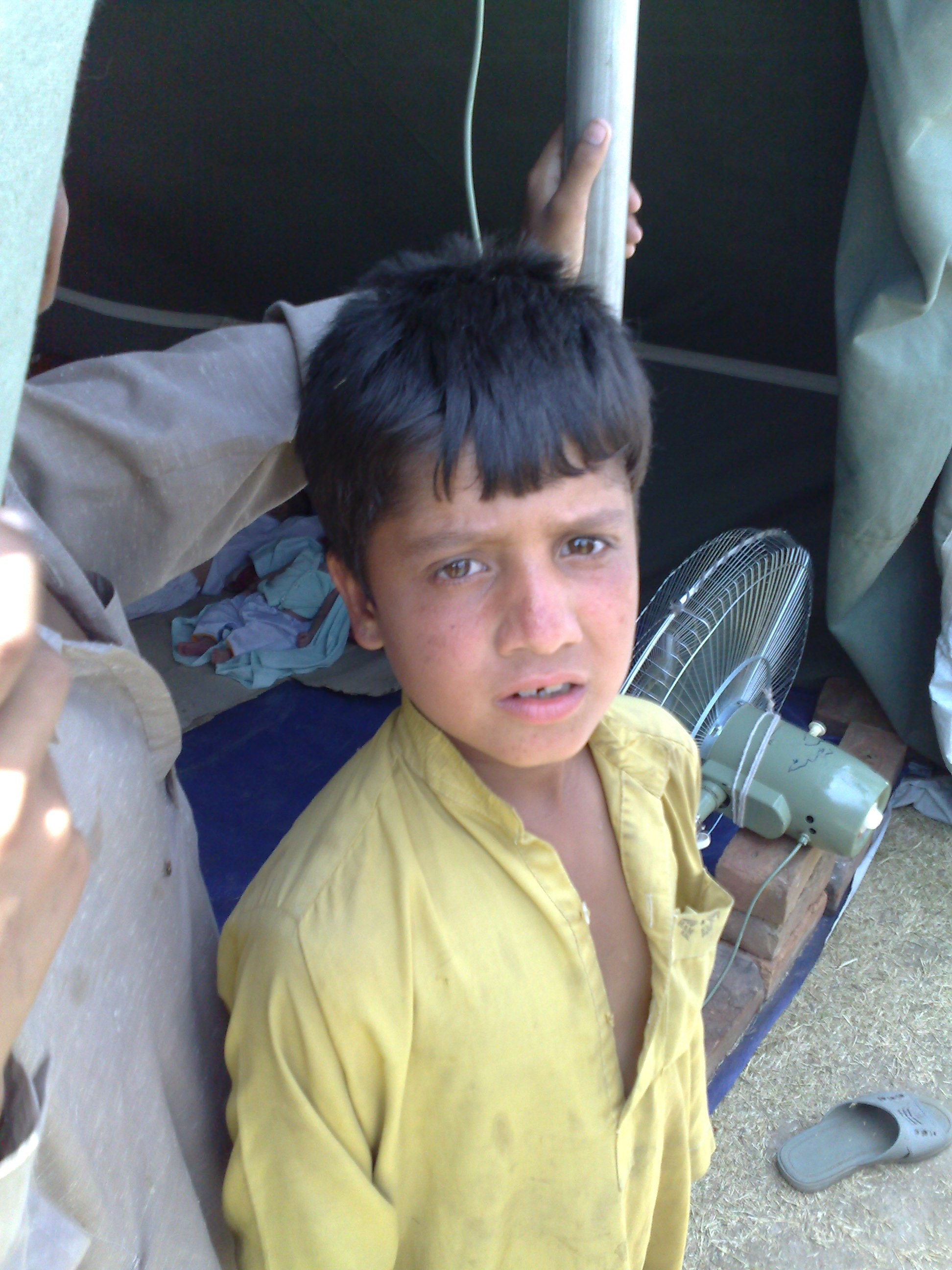
Famille déplacée lors des combats de 2009.

Durant le printemps 2009, l'armée pakistanaise mène des opérations militaires contre les insurgés islamistes dans le district de Buner, dans le cadre de la Seconde bataille de Swat. C'est d'ailleurs l’intrusion des talibans dans le district le 23 avril 2009, en violation d'un accord de paix avec le gouvernement fédéral, qui marque le début des hostilités. C'est aussi ici que l'armée pakistanaise débute sa contre-offensive contre environ 500 combattants. Le lendemain, les forces spéciales de l'armée (le Special Service Group), appuyées d'hélicoptères, reprennent la capitale du district, Daggar, après que des parachutistes de la 50e division aéroportée ont sauté sur la ville vers une heure du matin depuis les C-130 de la force aérienne pakistanaise. Les autorités reprennent le contrôle total du district dans les semaines qui suivent.

## Politique
De 2002 à 2018, le district est représenté par les trois circonscriptions no 77, 78 et 79 à l'Assemblée provinciale de Khyber Pakhtunkhwa. Lors des élections législatives de 2008, elles ont été toutes remportées par des candidats du Parti national Awami, et durant les élections législatives de 2013, respectivement par un candidat du Parti national Awami, un de la Jamaat-e-Islami et un de la Jamiat Ulema-e-Islam (F).
Avec le redécoupage électoral de 2018, Buner est représenté par la circonscription no 9 à l'Assemblée nationale et par les trois circonscriptions no 20 à 22 à l'Assemblée provinciale. Lors des élections de 2018, elles sont remportées par deux candidats du Mouvement du Pakistan pour la justice et un du Parti national Awami. 
| Parti                                       | Voix (national) | %       | Élus nationaux | Élus provinciaux |
| ------------------------------------------- | --------------- | ------- | -------------- | ---------------- |
| Mouvement du Pakistan pour la justice       | 58 317          | 33,16 % | 1              | 2                |
| Ligue musulmane du Pakistan (N)             | 39 213          | 22,30 % | 0              | 0                |
| Parti national Awami                        | 39 087          | 22,22 % | 0              | 1                |
| Muttahida Majlis-e-Amal                     | 23 632          | 13,43 % | 0              | 0                |
| Autres partis                               | 12 315          | 7,00 %  | 0              | 0                |
| Indépendants                                | 3 313           | 1,88 %  | 0              | 0                |
| Total exprimés (participation : 40,62 %)    | 175 877         | 100 %   | 1              | 3                |
| Source : Commission électorale du Pakistan. |                 |         |                |                  |